# Sweter świąteczny

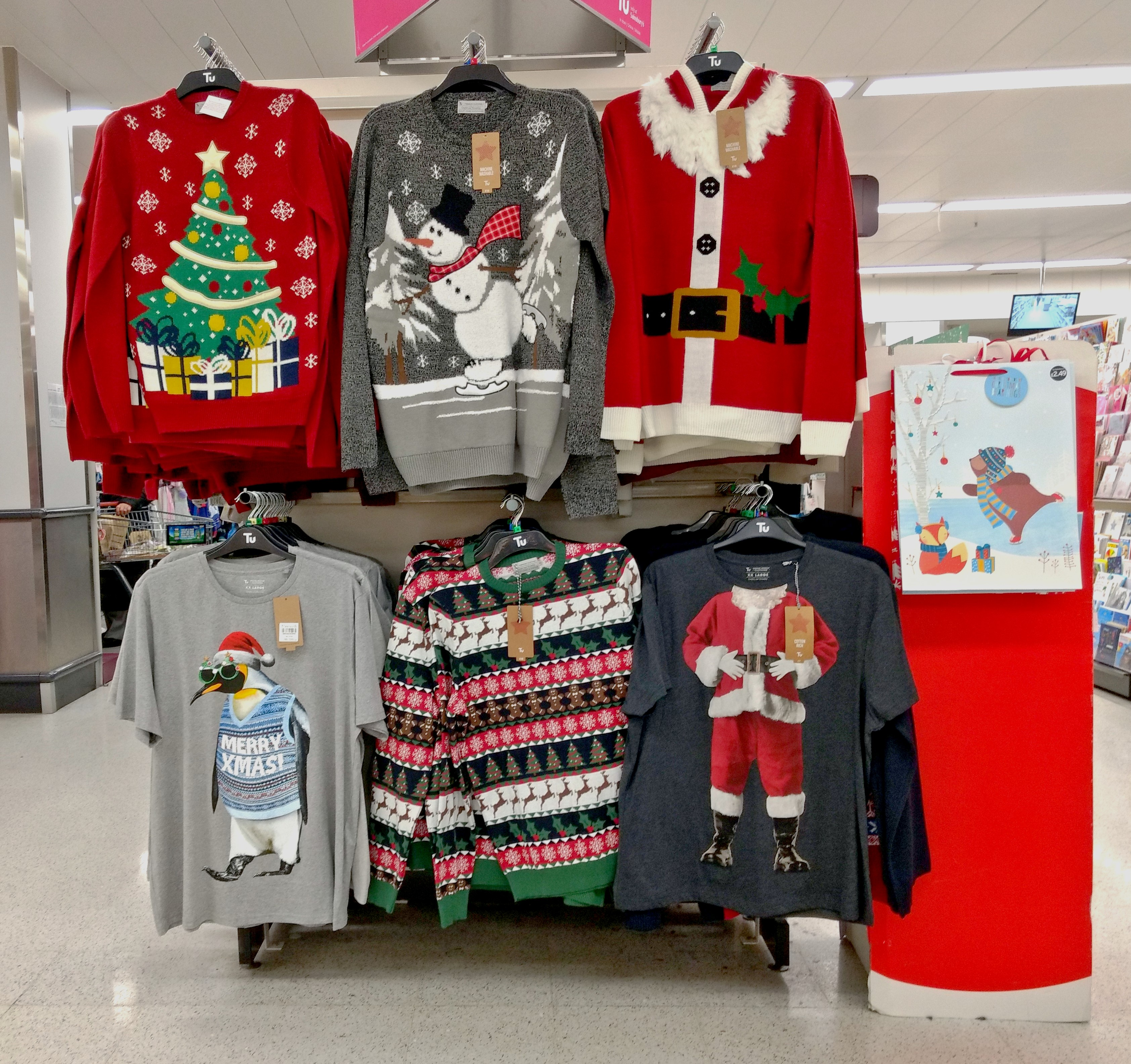
Świąteczne swetry

Sweter świąteczny – ciepły i kolorowy sweter z wesołym motywem bożonarodzeniowym lub klasycznym motywem zimowym czy norweskim, albo z dekoracją świąteczną w postaci naszywanej aplikacji, robiony ręcznie na drutach lub za pomocą maszyn dziewiarskich, noszony w grudniu w okresie przedświątecznym i podczas świąt; dostępny w rozmiarach dla dorosłych i dla dzieci.

## Historia

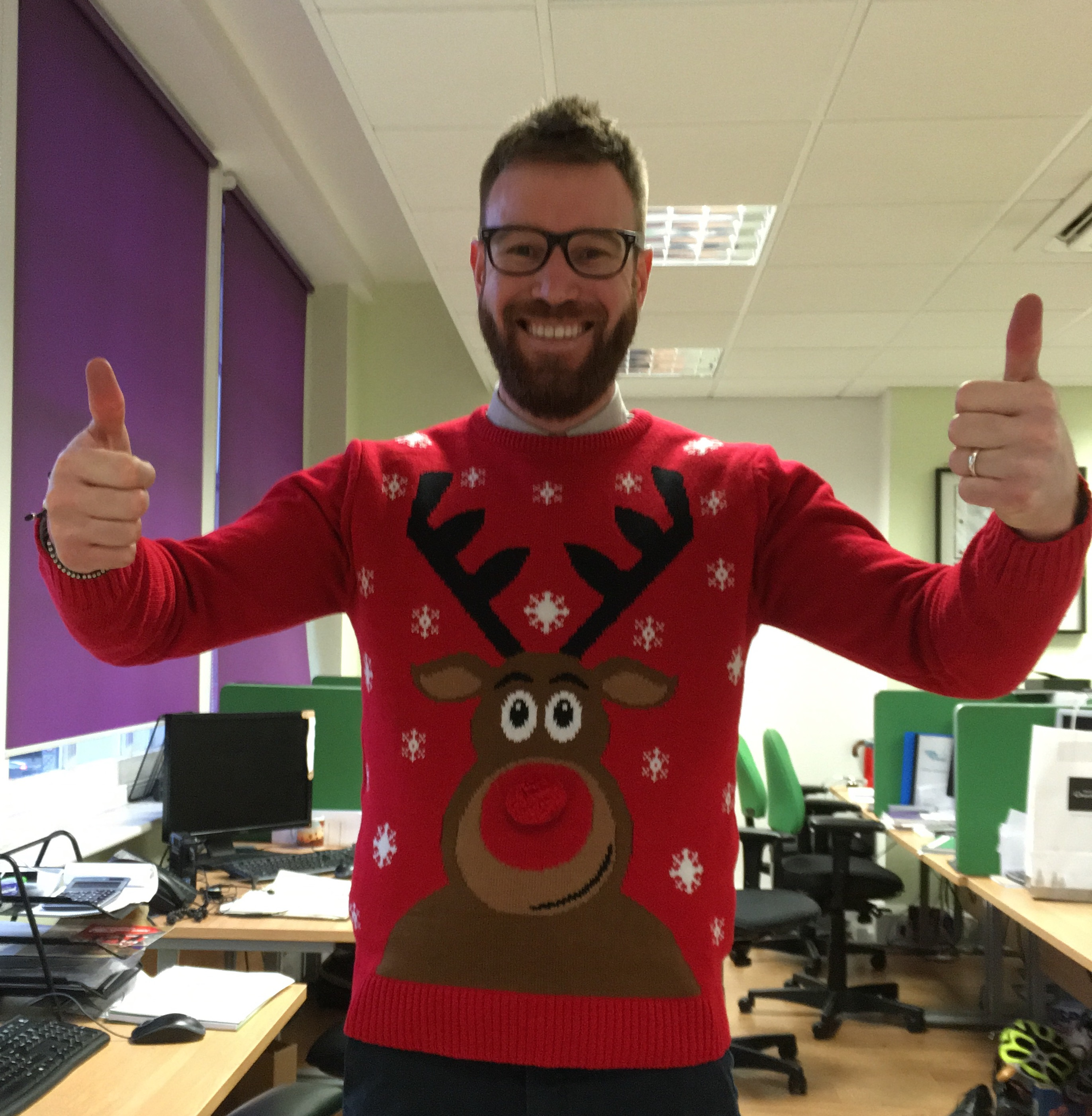
Mężczyzna w świątecznym swetrze z Rudolfem Czerwononosym

Pulowery o stylu związanym z tematyką świąteczną, lecz znacznie mniej krzykliwe niż obecne swetry świąteczne, zaczęły pojawiać się w Ameryce w latach 50. XX wieku. Mogło to mieć związek z postępującą komercjalizacją świąt. Pierwotnie pulowery te nie cieszyły się popularnością na amerykańskim rynku.
Dopiero na przełomie lat 80. i 90. XX wieku (męski) sweter świąteczny pojawił się w popkulturze. Świąteczny sweter mieli na sobie Clark Griswold, główny bohater filmu komediowego W krzywym zwierciadle: Witaj, Święty Mikołaju z 1989 roku oraz Mark Darcy, fikcyjna postać z filmu Dziennik Bridget Jones. Mniej więcej w tym samym czasie zaczęto organizować pierwsze spotkania ludzi ubranych w świąteczne swetry. W pewnym momencie został dostrzeżony humorystyczny aspekt świątecznych swetrów. Trudno stwierdzić, co spowodowało zmianę w postrzeganiu świątecznego swetra, dotychczas uważanego za brzydki i obciachowy.
W Stanach Zjednoczonych na spotkaniach w gronie znajomych lub kolegów z pracy, na które uczestnicy przychodzą obowiązkowo ubrani w świąteczne swetry, jest wybierany najbardziej kiczowaty świąteczny sweter, a na zwycięzcę czeka najczęściej jakaś nagroda. W 2011 roku został wydany bogato ilustrowany poradnik dotyczący organizowania lub brania udziału w takim przyjęciu.
Początkowo świąteczne swetry można było kupić w sklepach z odzieżą przeznaczoną dla szerokiej publiczności. Wkrótce ten nowy trend podchwycili także projektanci mody, np. Stella McCartney (w 2007 roku projektem swetra z polarnymi niedźwiedziami), Givenchy (w 2010 roku) czy Dolce & Gabbana (w 2011 roku).

## Motywy
Przykładami motywów pojawiających się na świątecznych swetrach są: renifery, pingwiny, choinki, choinki ozdobione bombkami, bałwany, Mikołaje, norewska gwiazda Selburose. Na swetrze może też znajdować się napis pochodzący ze świątecznych klasyków muzycznych np. Let it snow. Swetry mogą być dodatkowo ozdobione pomponami, dzwonkami i innymi błyskotkami.

## Dzień Świątecznego Swetra

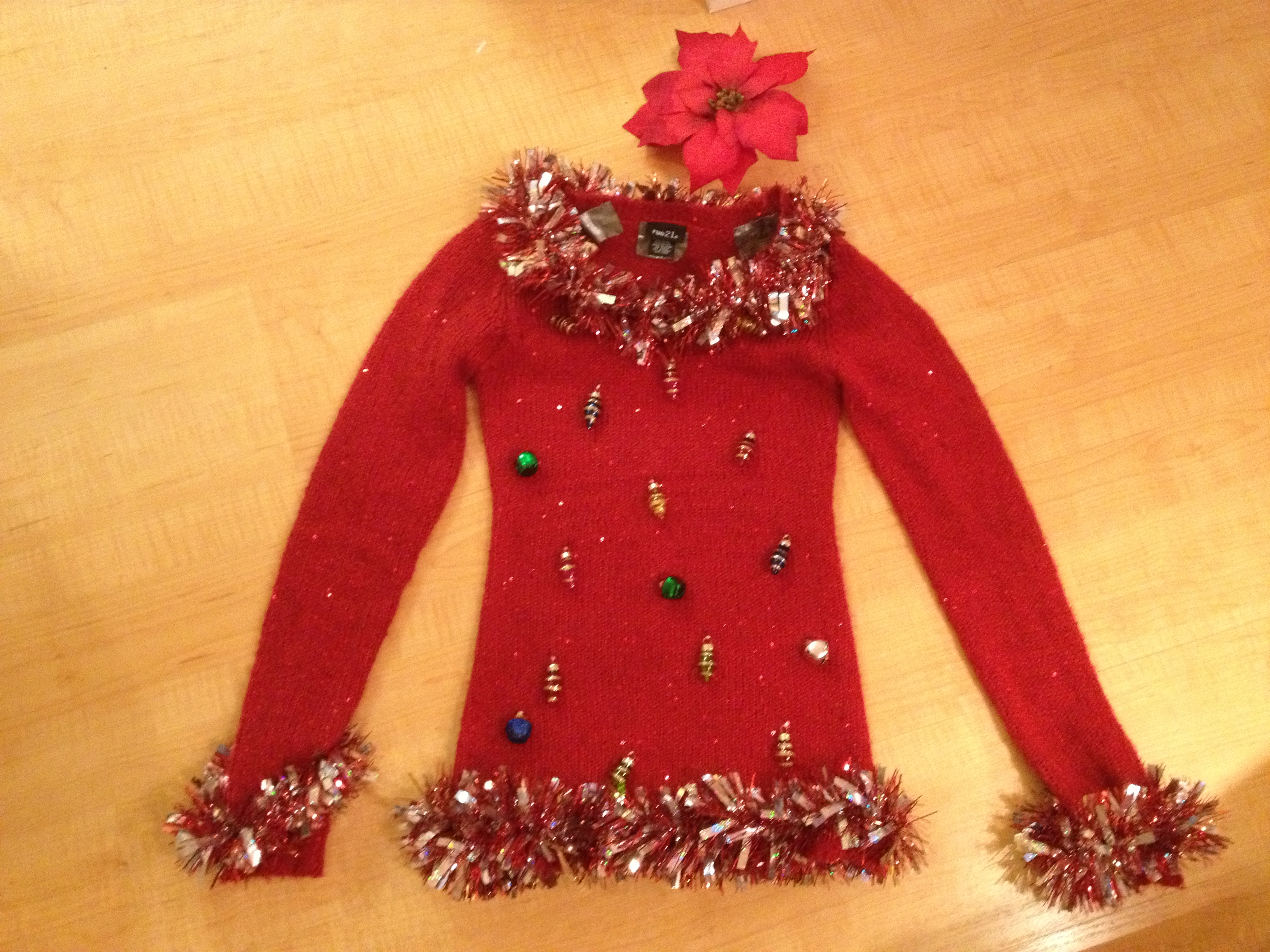
Damski sweterek świąteczny

Od 2012 roku organizacja charytatywna Save the Children ogłasza co roku w grudniu Dzień Świątecznego Swetra (Save the Children’s Christmas Jumper Day). W tym dniu wszyscy w Wielkiej Brytanii i poza nią są zachęcani do ubrania świątecznego swetra do pracy, szkoły czy na spotkanie z przyjaciółmi oraz złożenia darowizny na rzecz dzieci potrzebujących pomocy.
W 2022 roku Dzień Świątecznego Swetra był obchodzony w czwartek 8 grudnia. W 2022 roku na każde 2 funty otrzymane w wyniku darowizny od 1 grudnia 2022 do 1 marca 2023 roku, rząd brytyjski zobowiązał się przekazać na cel organizacji również 2 funty, aby podwoić zebraną kwotę pieniędzy, do 2 milionów funtów.
Od momentu powstania tej inicjatywy w 2012 roku do roku 2020 udało się w ten sposób zebrać ponad 27 milionów funtów na rzecz tej organizacji charytatywnej.

## Dzień Brzydkiego Świątecznego Swetra
W Kanadzie i Stanach Zjednoczonych corocznie w trzeci piątek grudnia obchodzony jest Dzień Brzydkiego Świątecznego Swetra (National Ugly Christmas Sweater Day), będący odpowiednikiem święta brytyjskiego. W tym dniu zachęca się do założenia swetra świątecznego i noszenia go przez cały dzień bez względu na okoliczności, a także do organizowania imprez, wyborów najbrzydszego swetra i wzajemnego obdarowywania się świątecznymi swetrami.

## W Polsce
Moda na świąteczne swetry przyszła do Polski ze Stanów Zjednoczonych, najprawdopodobniej w latach 80. XX wieku, za sprawą komediowych świątecznych filmów rodzinnych, w których wszyscy bohaterowie ubrani byli w tego typu swetry, aby podkreślić świąteczną atmosferę. Świąteczne swetry stają się coraz bardziej popularne w Polsce. Można je kupić w marketach odzieżowych sieci handlowych oraz sklepach odzieżowych. Oprócz świątecznych swetrów na rynku dostępne są też utrzymane w świątecznym stylu czapki, szaliki, skarpety.
Dla jednych świąteczne swetry są pożądanym artykułem, a dla innych pozostają synonimem kiczu i brzydoty czy niechcianym prezentem.
Świąteczny sweter z wyraźnie świątecznym motywem nosi się jedynie 6 grudnia, na Wigilię oraz 25 i 26 grudnia.